# برنامج العلوم الصيفي
برنامج العلوم الصيفي هو برنامج صيفي أكاديمي يتلقى من خلاله طلاب الثانوية التعليم في المستوى الجامعي ويجرون أبحاثًا في الميكانيكا السماوية من خلال دراسة مدارات الكويكبات أو الكيمياء الحيوية من خلال دراسة الخصائص الحركية للإنزيمات.
أُنشئ البرنامج في عام 1959م في مدرسة تاتشر في أوجي (كاليفورنيا). يُقام الآن في ثلاث جامعات للفيزياء الفلكية هي: معهد نيو مكسيكو للتعدين والتكنولوجيا في سوكورو (نيومكسيكو) وجامعة كارولينا الشمالية في تشابل هيل في تشابل هيل (كارولاينا الشمالية) وجامعة كولورادو بولدر في بولدر (كولورادو). كما يحتل مركزًا في جامعتين للكيمياء الحيوية هما: جامعة بيردو في ويست لافاييت وجامعة كاليفورنيا (سان دييغو) في لاهويا.
في برنامج الفيزياء الفلكية كل فريق يأخذ سلسلة من الصور للكويكبات القريبة من الأرض ويقوم بكتابة البرمجيات لحساب الكويكبات وتوقع مسارها في المستقبل، أما في برنامج الكيمياء الحيوية فكل فريق يقوم بفصل نموذج من الإنزيم من الفطر المسبب للأمراض ومن ثمّ يقوم بتصميم مُرّكب لمنع هذا الإنزيم من النمو والتكاثر ونشر الأمراض.